# 嵯峨御流
嵯峨御流（さがごりゅう）は、嵯峨天皇を開祖とする華道の一派である。「華道嵯峨御流」とも言われる。

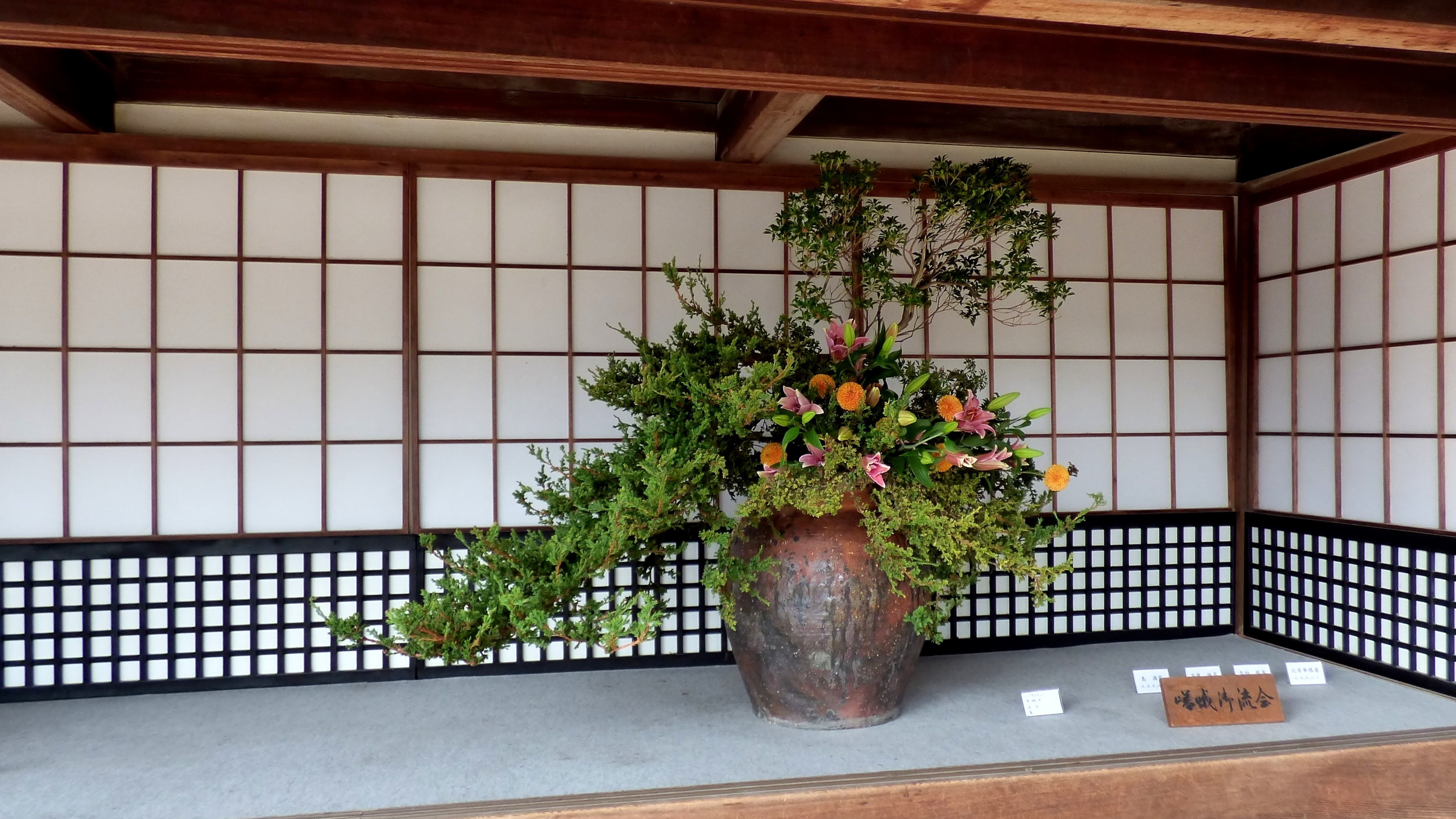
大覚寺嵯峨天皇奉献 華道祭2015年

## 発祥
第52代嵯峨天皇（延暦5年9月7日（786年10月3日） - 承和9年7月15日（842年8月24日））が弘仁の時世に、嵯峨離宮（現、大覚寺）に宮殿を構え、離宮内に造営された大沢池の菊ガ島に自生していた嵯峨菊を手折り、殿上の花瓶に挿されたことが発祥と伝わる。伝承によると、そのとき嵯峨天皇は「後世、花を生くるものは宜しく之を以て範とすべし」と言われ、華道の普及を進めたという。。
嵯峨天皇の離宮（嵯峨院）は、その後亀山上皇や後宇多上皇による院政の舞台となり、嵯峨御所と呼ばれるようになる。江戸時代末期には未生流を学んだ未生斎広甫が活躍した。文政12年（1829年）に「嵯峨御所華務職」に就いた未生斎広甫は華道の普及につとめ、「華道家元」を名乗るまでになった。その結果、大覚寺の華道（後の「嵯峨御流」）は全国的に名が知れ渡るようになった。

目黒雅叙園「いけばな×百段階段2018」作品
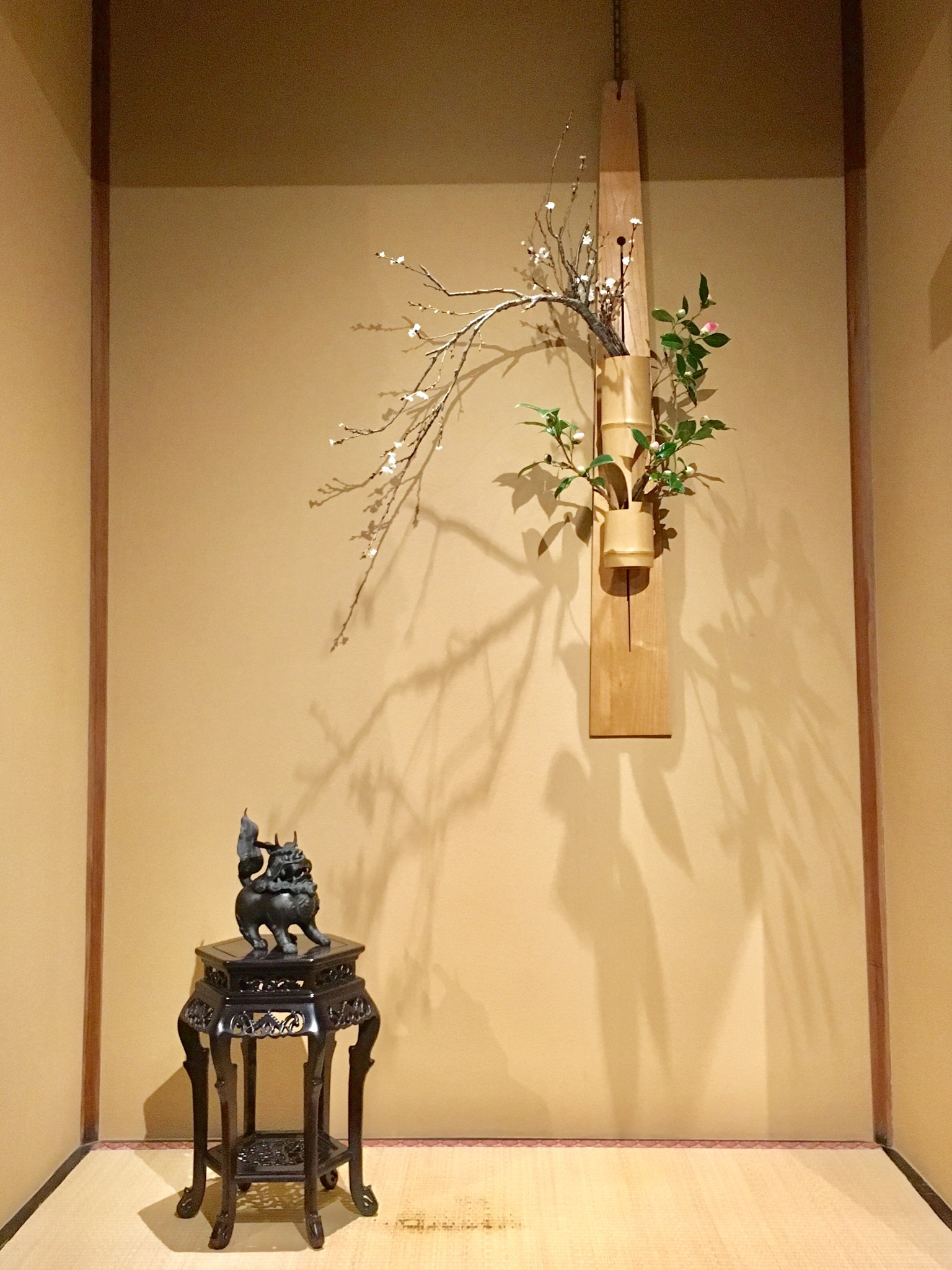
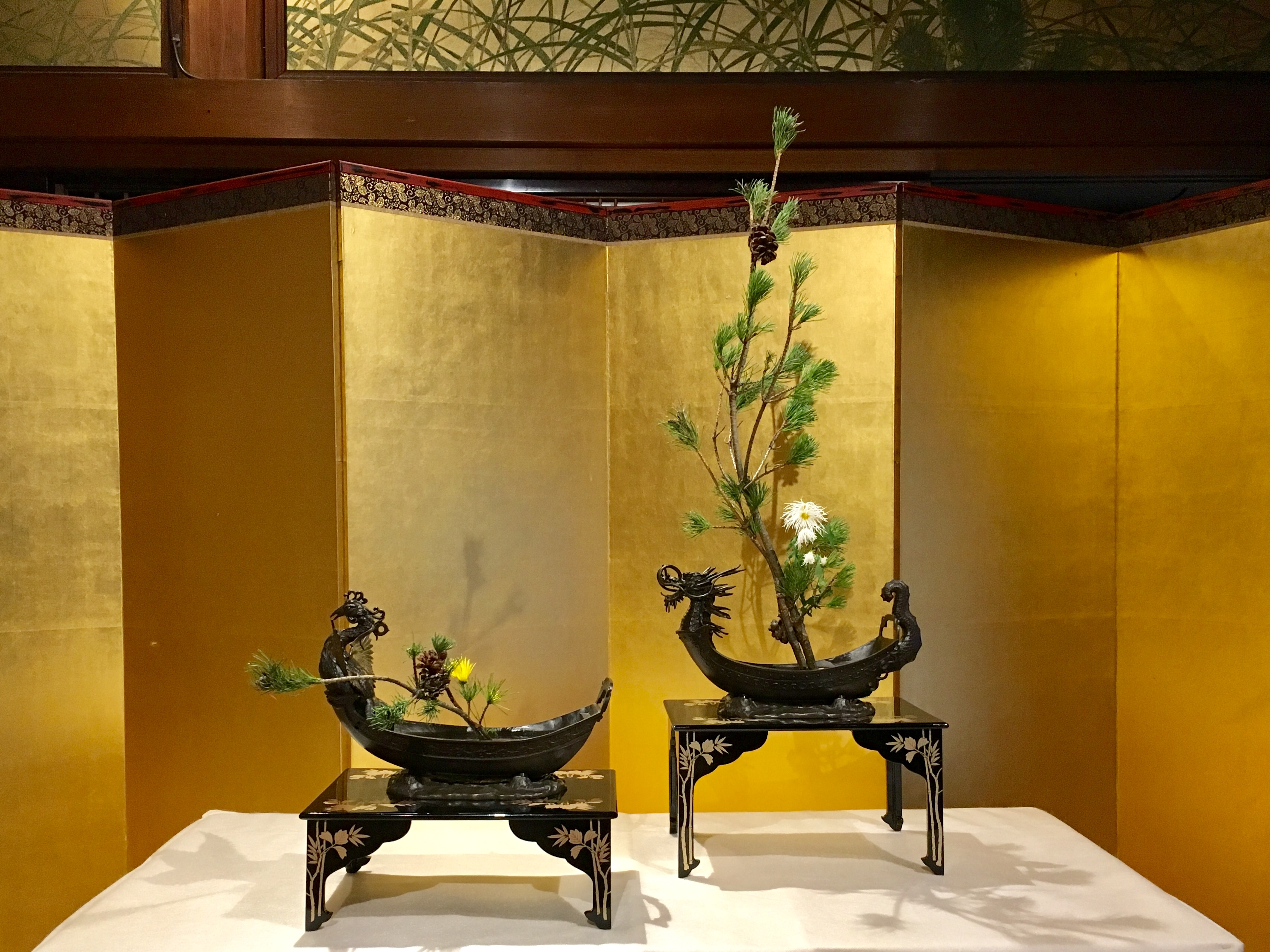
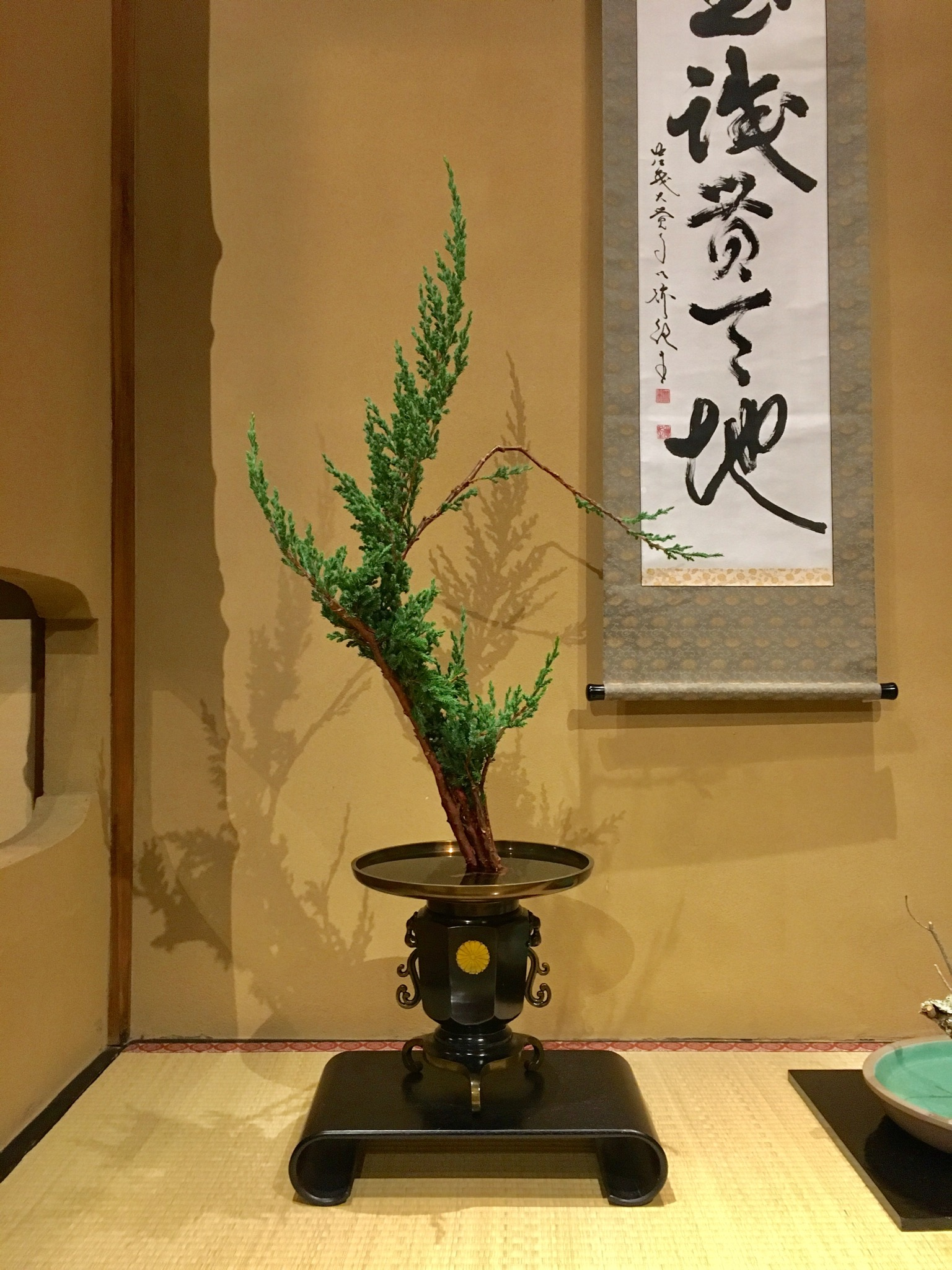
生花（英語版）
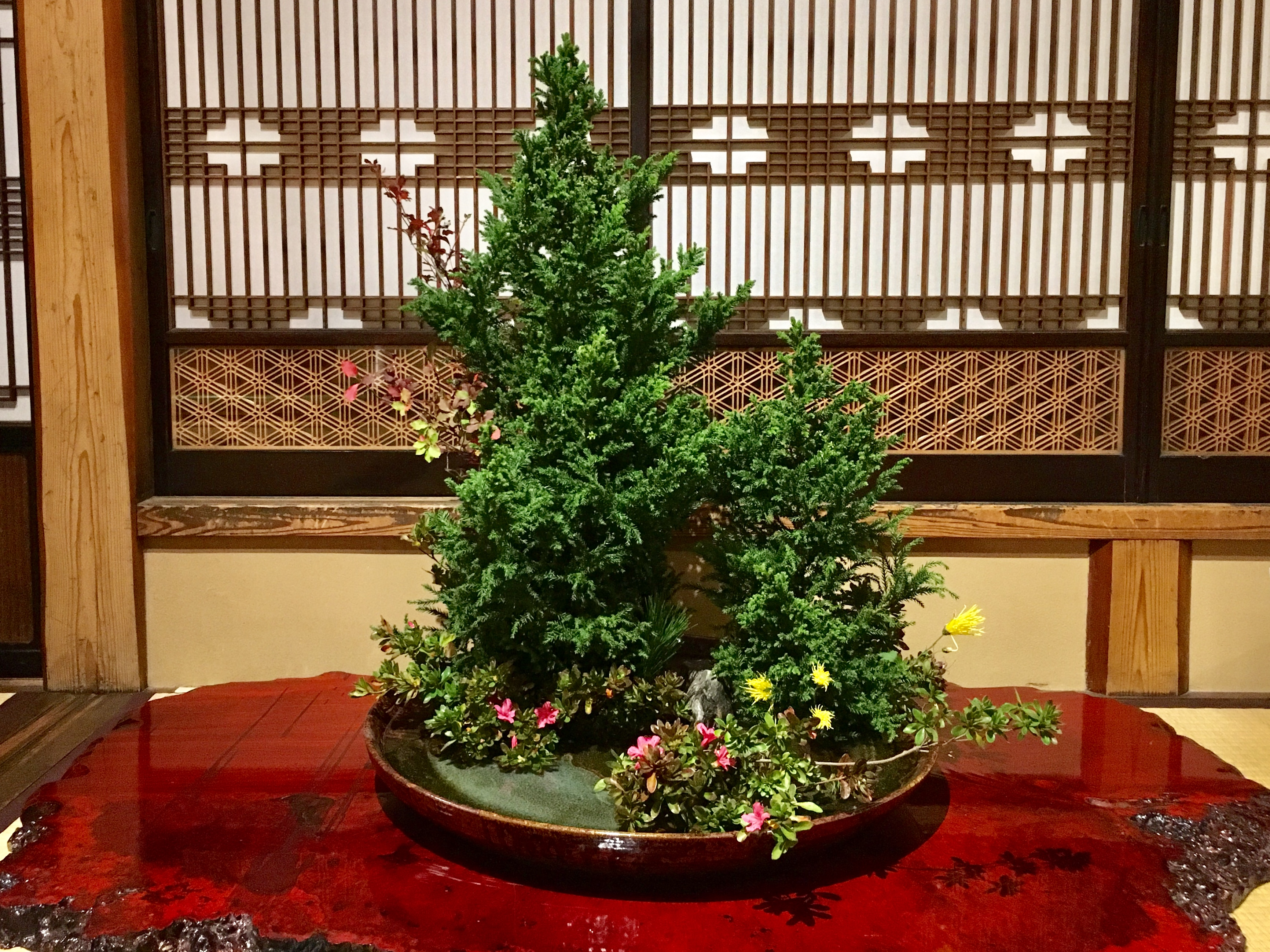
盛り花

## 嵯峨天皇奉献華道祭
嵯峨御流始祖、嵯峨天皇に花を献じる催しで、通称「華道祭」。
1896(明治26)年4月に第一回嵯峨天皇奉献生花大会として始まり、以後毎年開催されている。
2023(令和5)年は、「シン・日本をいける」をテーマに4月14日、15日、16日に大覚寺及び華道芸術学院で開催。
2024(令和6)年は、前年に引き続き「シン・日本をいける」をテーマに４月12日から14日の3日間で開催した。

2022華道祭の様子
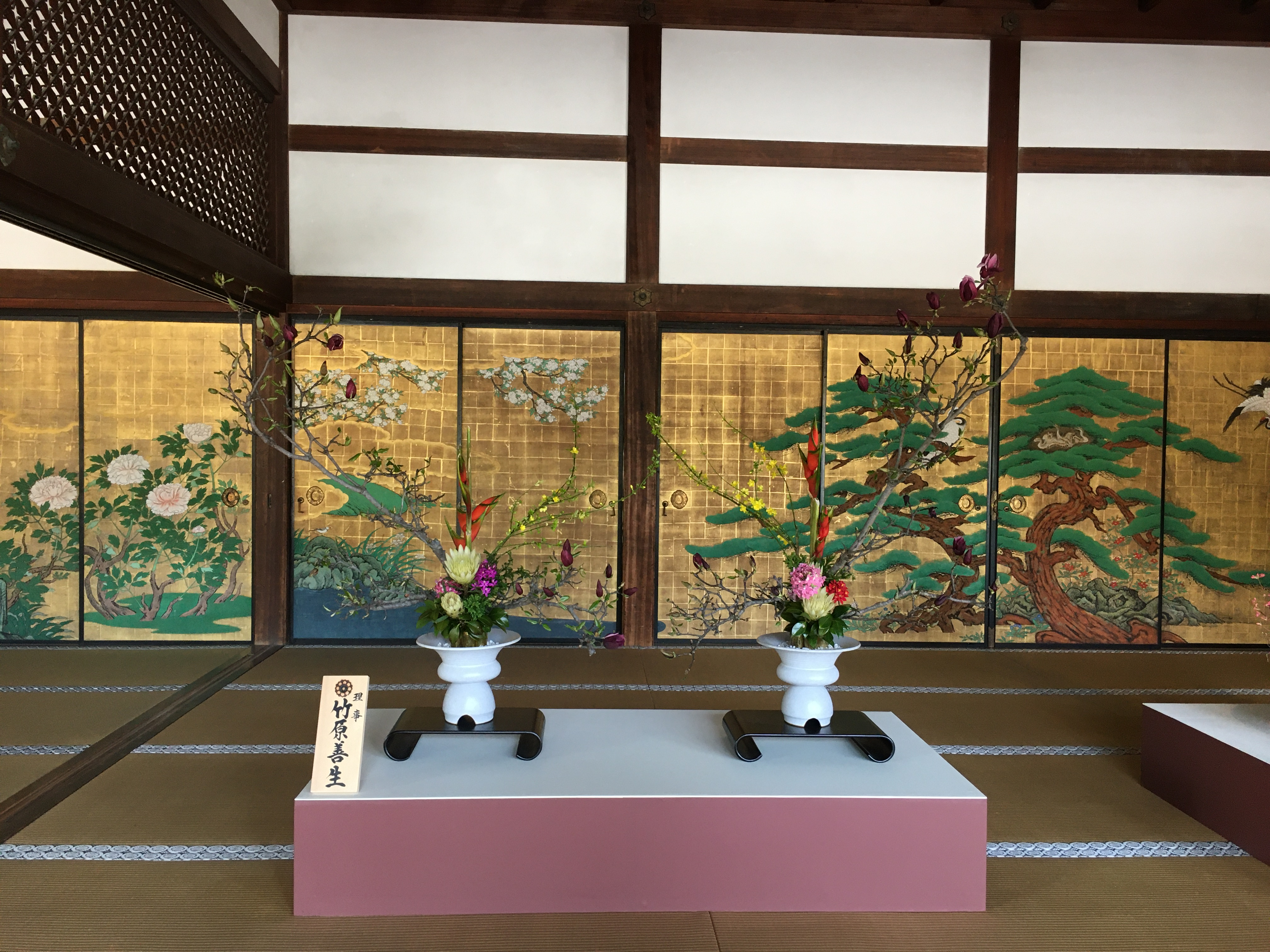
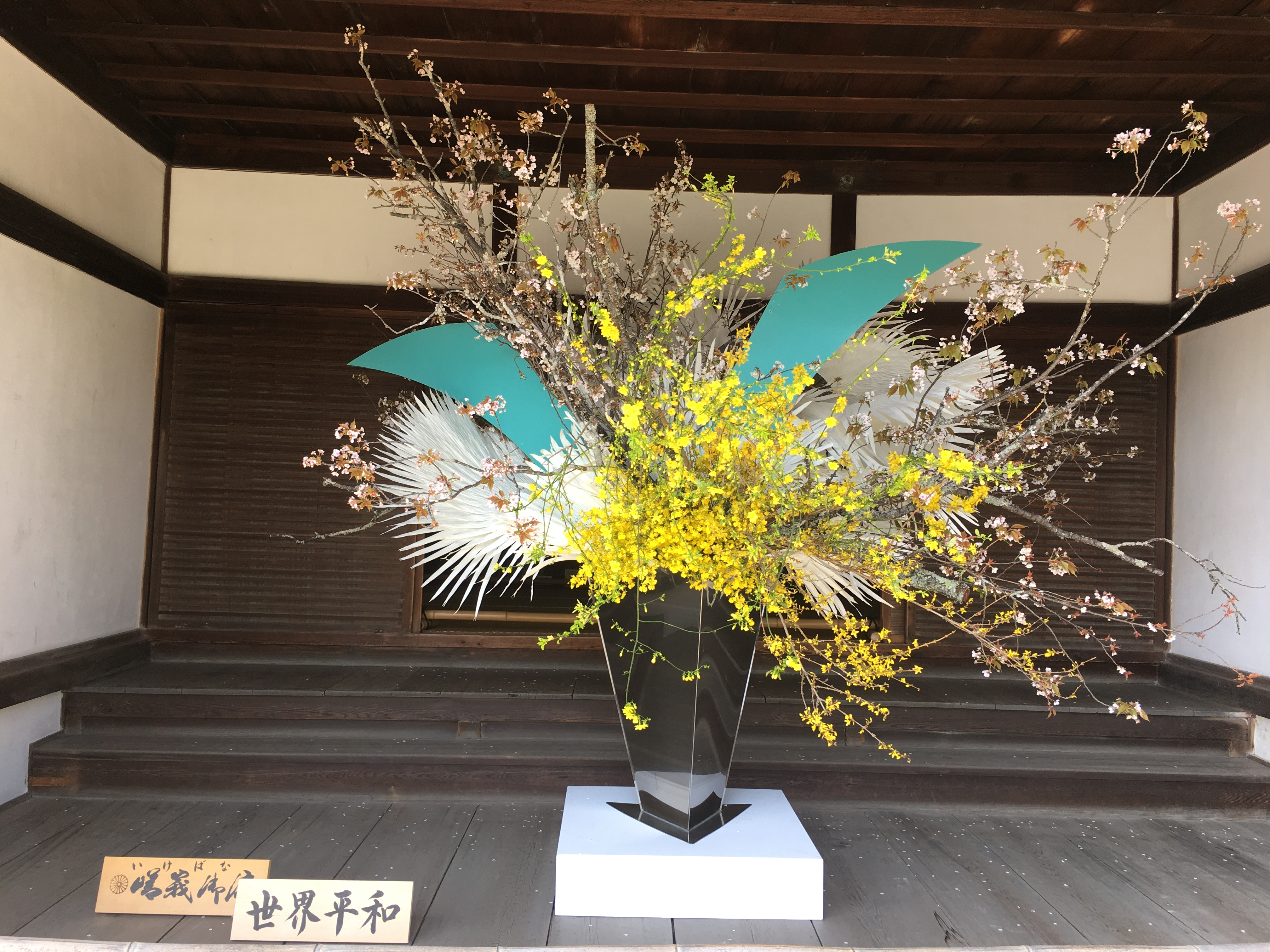
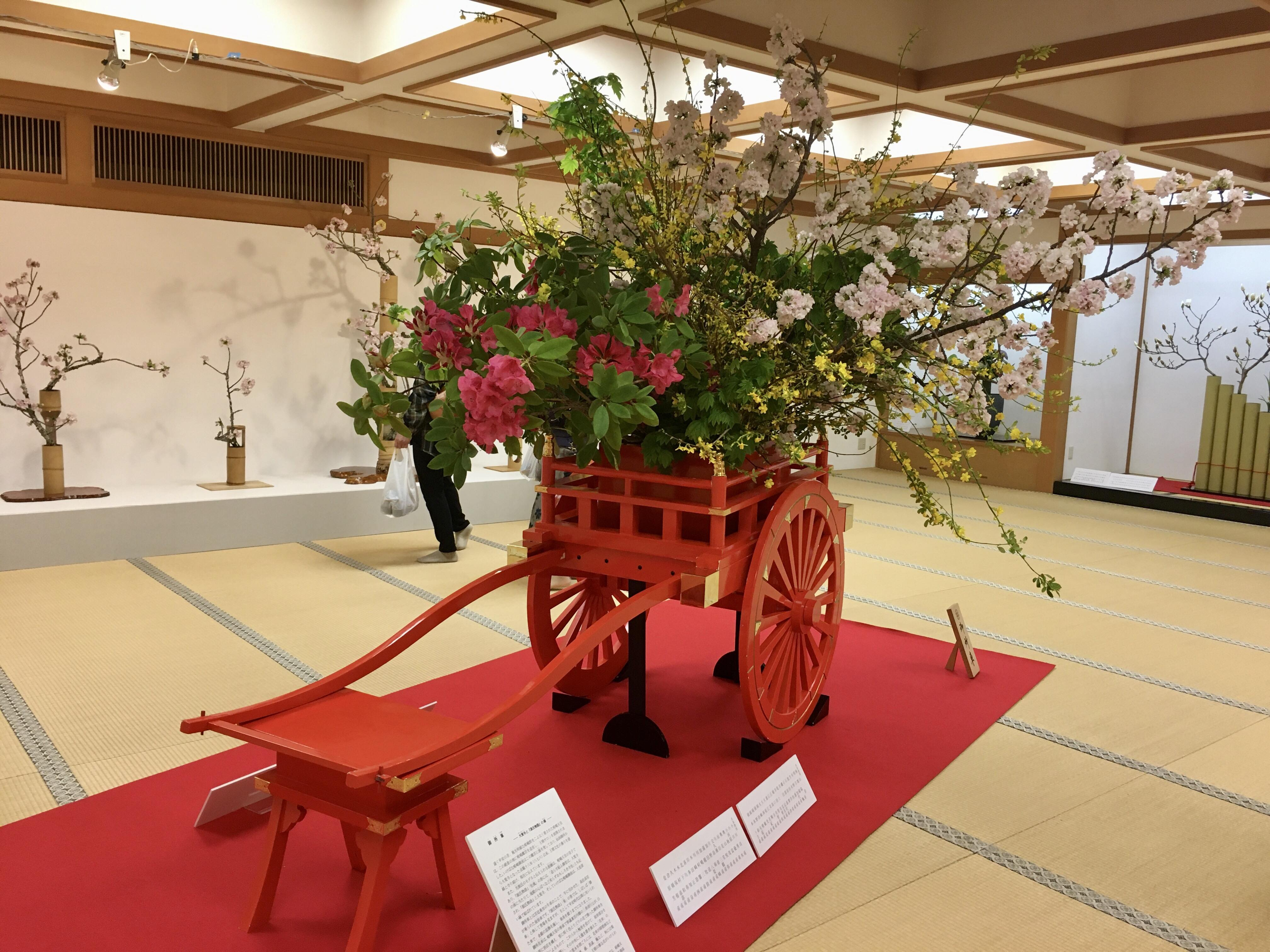

2024華道祭の様子
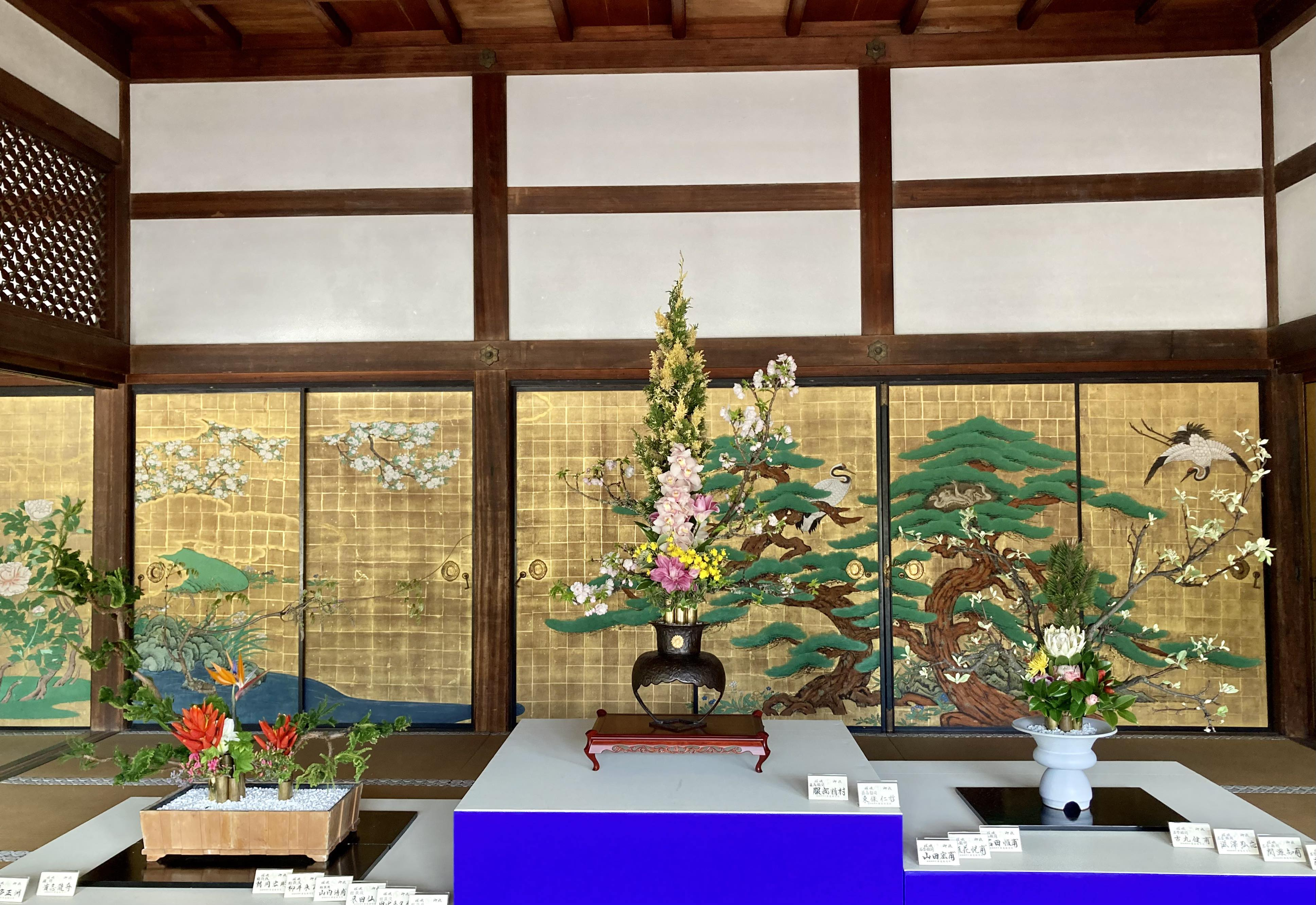
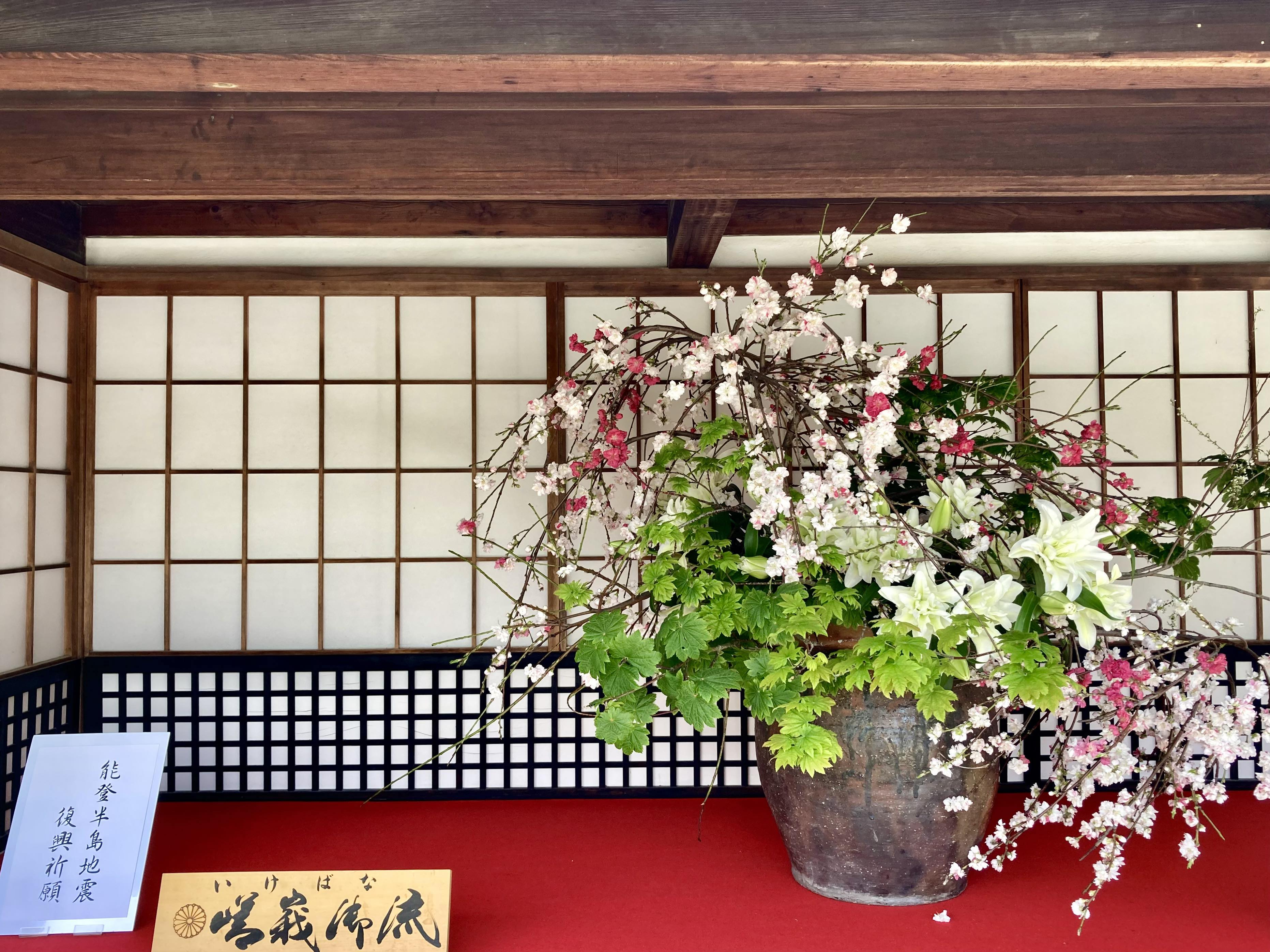
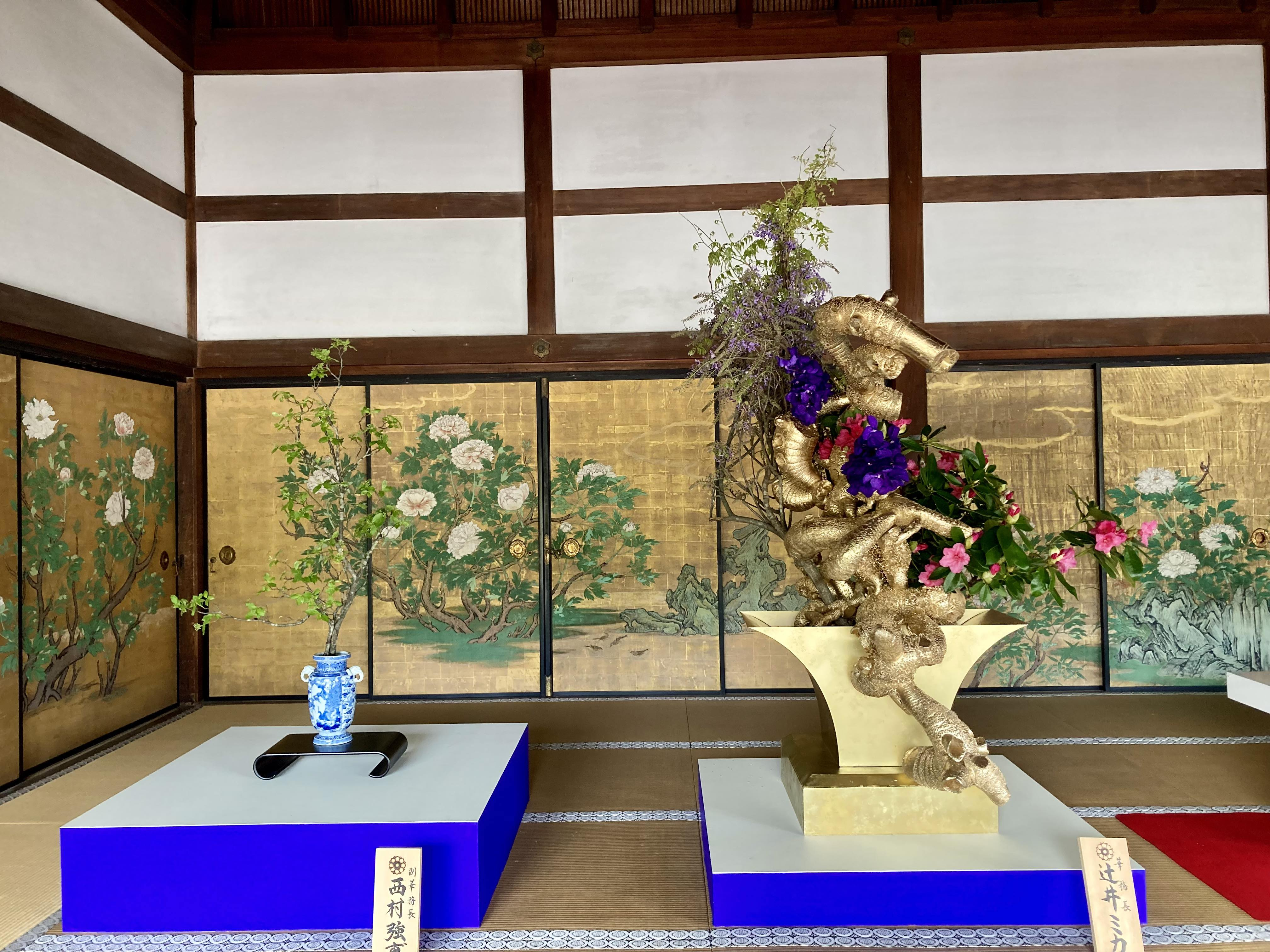

### いけばな展
大覚寺境内や華道芸術学院に嵯峨御流の全国107司所、役職者や海外司所のいけばな作品が展示される。

### 嵯峨天皇奉献華法会
嵯峨御流始祖・嵯峨天皇に花を献じる献花式。
花の命に感謝し金剛華菩薩を祀る華供養塔、心経前殿にて献華の儀が行われ、全国から寄せられた華供養写経が奉納される。千早を纏う供華侍者による供華の儀に続き、華道師範による花手前が披露される。
2023(令和5)年は、後宇多法皇700年御忌、後亀山天皇600年御忌を併修のため、心経前殿にて執行。

### お茶席
望雲亭と五大堂観月台にて庭湖会による茶席が設けられる。有料。

### 龍頭鷁首舟
天皇や皇族が宴の際には使っていた龍頭鷁首舟は、唐から伝わったとされ、舳先に龍や鷁（げき）の頭部を模して飾られている。その舟に乗り大沢池を遊覧できる。有料。

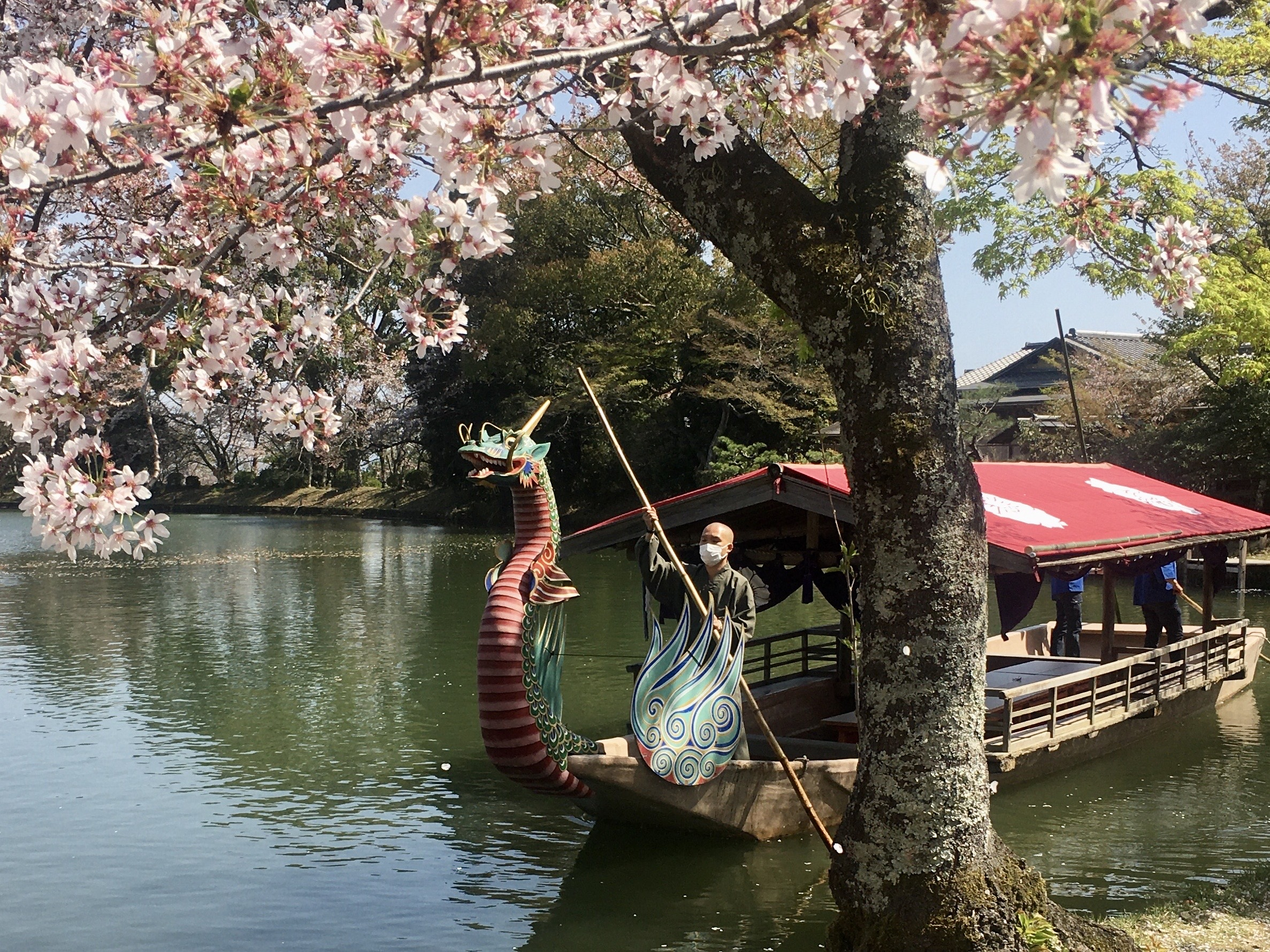
嵯峨御流華道祭　龍頭鷁首舟

### いけばな体験
嵯峨御流講師による生花体験会。初めての方も参加可能。有料。